# Elaphoglossum doanense
Elaphoglossum doanense är en träjonväxtart som beskrevs av L.D. Gómez. Elaphoglossum doanense ingår i släktet Elaphoglossum och familjen Dryopteridaceae. Inga underarter finns listade.